# Derketo

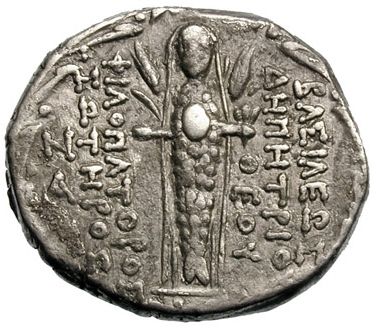
Aschkeloner Münze des Demetrios III. mit Darstellung der Derketo (revers)

Derketo (altgriechisch Δερκετώ Derketṓ oder  Δερκετίς Derketís) war nach Diodor, der sich auf die verlorene Persika des Ktesias von Knidos beruft, die Hauptgöttin von Askalon. Sie hatte den Oberkörper einer Jungfrau und den Unterkörper eines Fisches. Ihr wurden an einem Teich in der Nähe der Stadt Opfer dargebracht. Fische waren ihr heilig, und deshalb aßen die Bewohner von Askalon diese nicht. Herodot (Historien, I, 105) erwähnt eine himmlische Aphrodite von Askalon (Aphrodite Urania), die wohl der Derketo entspricht. Der Tempel der Aphrodite Urania in Askalon ist nach Herodot (I, 105) der älteste Tempel dieser Göttin überhaupt. Die Tempel auf Zypern seien nach Angaben der Zyprer von Askalon aus gegründet worden, der auf Kythera durch Phönizier aus der Gegend von Askalon. Nach Strabo (XVI,4,27) ist Aphrodite Urania mit Atargatis identisch. Deren aramäischer Name ist Atarata. Atargatis wird manchmal als eine Kombination der drei syrischen Göttinnen Astarte, Anat und Aschera (ugaritisch Atiratu) angesehen (Dea Syria).
Nach W. F. Albright ist der Name Derketo von dem ugaritischen Wort darkatu, Herrschaft, abzuleiten.
Atiratu ist auch eine Meeresgöttin, ‚die Herrin, die auf dem Meer wandelt‘. Dazu würde Derketos Verwandlung in einen Fisch passen. Nach einem anderen ugaritischen Text (RS 24.252) ist Atiratu auch die ‚Königin des hohen Himmels‘, šamīm ramīm (Excelsis).
Eine Silber-Münze des Demetrios III. zeigt sie in Fischgestalt, umgeben von Getreideähren, die ihre Stellung als Fruchtbarkeitsgöttin andeuten.
Sie ist die Mutter der sagenhaften Königin Semiramis.
Nach dem Etymologicum magnum war der lydische Heros Kaistros der Vater von Semiramis. Nach einer Überlieferung aus Xanthos (Athenaios, Deipnos 8, 37) ertränkte Mopsos Derketo im heiligen See von Askalon.